# برنامج إعادة هيكلة القوى العاملة والجهاز التنفيذي لدولة الكويت
برنامج إعادة هيكلة القوى العاملة والجهاز التنفيذي لدولة الكويت تأسس عام 1997م استنادا لقرار مجلس الوزراء رقم 767 لسنة 1997 م، بهدف تصحيح اختلالات سوق العمل المحلي ولتغيير مسارات التوظيف لدى المواطنين من القطاع الحكومي إلى القطاع الخاص.

## مهام البرنامج
يتولى برنامج إعادة الهيكلة دعم وتشجيع العمالة الوطنية للعمل في الجهات غير الحكومية من خلال حملات إعلامية مختلفة وبرامج إذاعية وتلفزيونية لتغيير المفاهيم تجاه العمل بالقطاع الخاص. يقوم البرنامج بصرف المزايا المالية للعاملين في القطاع الخاص تشمل علاوات اجتماعية وعلاوة أولاد وعلاوة غلاء معيشة وبدل بحث عن عمل، وأي زيادات مالية أخرى يتمتع بها الموظف الحكومي.
كما يشرف البرنامج على إعداد دورات تدريبية متخصصة لتأهيل الباحثين عن عمل بما يتوافق واحتياجات سوق العمل، ويساهم البرنامج أيضا في تكاليف دورات التدريب التي تهدف إلى تطوير قدرات وإمكانات من هم على رأس عملهم من المواطنين العاملين في شركات القطاع الخاص.
ويقوم البرنامج بتوفير فرص وظيفية للباحثين عن عمل، ويقدم لهؤلاء الباحثين خدمة الإرشاد الوظيفي التي تهدف لمساعدة الباحث عن عمل في تحديد مساره الوظيفي بما يتوافق مع خبراته ورغباته.
يدعم البرامج المبادرين الراغبين بالعمل في مجال المشروعات الصغيرة بتقديم خدمات استشارية مجانية في مجال دراسات الجدوى وتوفير بيانات ومعلومات حديثة عن أسواق العمل، ويعقد البرنامج دورات تديب متخصصة في مجال إنشاء المشروعات الصغيرة وإعداد دراسات الجدوى.

## رؤية البرنامج
القطاع الخاص هو الموظف الأكبر للعمالة الوطنية.

## أهداف البرنامج
- الارتقاء المتواصل بنسبة مشاركة المواطنين في إجمالي قوة العمل
- إصلاح سوق العمل وزيادة استيعاب القطاع الخاص للعمالة الوطنية
- الحد من تزايد الإقبال على العمل في القطاع الحكومي
- تهيئة وتمكين البيئات المساندة لتنمية الأعمال والمشروعات الصغيرة والمتوسطة
- الارتقاء بنوعية ومهارات قوة العمل الوطنية بما يتوافق مع الاحتياجات المتغيرة لأسواق العمل خارج القطاع الحكومي
- إيقاف معدلات البطالة محليا عند الحدود المقبولة عالمياً 4%
- تأمين توظيف 7000 باحث عن عمل في القطاع الخاص سنويا
- السيطرة على نسبة المتعطلين المحلية من المؤهلين بحيث لا تزيد عن 1%
- تحسين كفاءة الجهاز الإداري والحكومي لدعم دوره في إدارة التنمية

## أدوات البرنامج لتشجيع العمالة الوطنية للعمل في الجهات غير الحكومية
- صرف علاوات (علاوة اجتماعية + علاوة أولاد).
- صرف بدل البحث عن العمل.
- تدريب القوى العاملة.
- تحديد نسب العمل الوطنية لدى الجهات غير الحكومية.
- فرض رسم إضافي على الجهات التي لا تلتزم بالنسب المحددة لتشغيل العمالة الوطنية.
- رفع تكلفة العمالة الوافدة (فرض رسوم على تصاريح العمل لكل وافد يزيد عن النسبة المقررة).
- منح مجموعة من الحوافز عند الالتزام بتطبيق النسبة المحددة للعمالة الوطنية (التقدم للمناقصات الحكومية / منح مزايا عينية / دعم مالي) وتطبيق جزاءات عكسية في حالات عدم الالتزام.
- تنظيم الحملات الإعلامية وعقد الاجتماعات واللقاءات التفاوضية مع ممثلي الجهات ذات العلاقة.
- الإعلان عن الوظائف بالصحف المحلية.
- فرض ضريبة قدرها 2.5% من صافي أرباح الشركات المسجلة بسوق الأوراق المالية.
- إيداع مرتبات العمالة الوافدة في البنوك.

## المشاركة في مؤتمرات القوى العاملة المحلية والدولية
يحرص البرنامج على فتح قنوات الاتصال والتنسيق مع جميع المؤسسات والهيئات المحلية والخليجية والدولية التي تهتم بشئون القوى العاملة والتوظيف. وبالإضافة لمشاركة البرنامج بهذه الفعاليات ينظم البرنامج عدد من من المؤتمرات منها: (مؤتمر التكويت – مؤتمر ومعرض الأعمال المنزلية – مؤتمر ومعرض الفرص الوظيفية – مؤتمر القوى العاملة الوطنية- منتدى المشروعات الصغيرة) والمشاركة في المؤتمرات ذات الاهتمام المشترك بدول مجلس التعاون الخليجي

## مشروع التحدي الإعلامي
مشروع رائد يهدف إلي رفع الوعي العام تجاه قضية العمالة الوطنية، وتحفيز الشباب إلي التوجه للعمل بالقطاع الخاص، يتضمن رسائل توعوية تلفزيونية وإذاعية وعبر الصحف تدعو الشباب إلي تحدي أنفسهم واستثمار قدراتهم وطاقاتهم وصولا إلي أهدافهم وغاياتهم التي يطمحون إليها. كما تهدف الحملة إلى تشجيع القطاع الخاص على احتضان القدرات الكويتية وتقديم الدعم التدريبي لها حتى تحقق النجاح المنشود

## مركز التواصل 103
يسعى البرنامج إلى تقديم كافة التسهيلات للمواطنين المستفيدين من خدماته، وفي هذا الإطار وانتفاعا من التقنيات الأحدث والأسرع أنشأ البرنامج مركز التواصل Call Center)) الذي يقدم المساعدة والعديد من الخدمات لعملائه من المواطنين. فيقدم المركز المعلومة ويحقق التواصل والربط بين المواطن مع الإدارة والمسئول المعني بتقديم الخدمة، ومن الخدمات التي يتبادلها المركز مع العميل: الحصول على فرص العمل في الجهات غير الحكومية، إجراءات وشروط الحصول على العلاوة الاجتماعية وعلاوة الأولاد، إرشاد العملاء إلى كيفية استخدام الموقع الإلكتروني للبرنامج ونظام الرد الآلي لتسجيل موعد للمراجعة، وكذلك استقبال الشكاوي وتحريرها في النموذج المخصص لذلك وإرسالها للجهة المعنية

## إصدار مجلة القوى العاملة
مجلة دورية يتواصل من خلالها البرنامج مع الباحثين عن عمل وأصحاب العلاقة بسوق العمل وعموم المواطنين، ويتم فيها توضيح مستجدات القوانين والنظم الخاصة بقوة العمل الوطنية، وتلعب المجلة كحلقة وصل بين الشركات التي توفر الوظائف وبين الباحثين عن العمل، وهناك العديد من الأبحاث المتخصصة في مجالات التوظيف والتدريب، مع نشر التقارير الدراسات التي تصدرها فرق العمل ومستشاري البرنامج.

## مشروع تدريب طلبة المدارس والمعاهد والجامعات
لهدف تهيئة طلبة المدارس والكليات والجامعات لدخول عالم القطاع الخاص وبناء المهارات وقدرات العمل الأساسية لديهم، ينظم البرامج بالتعاون مع عشرات الشركات المحلية مشروع التوظيف للطلبة، ويستفيد منه المئات من الطلبة والطالبات الذين يخوضون تجربة التعلم في المصارف وشركات السيارات وشركات الهواتف والجمعيات التعاونية وشركات الأغذية والأسماك وغيرها بصورة تدعم ثقة الطلبة بأنفسهم وترغبهم في العمل بالقطاع الخاص مستقبلا

## موقع البرنامج على شبكة الإنترنت
موقع الإنترنت لبرنامج إعادة الهيكلة يعرف البرنامج موقعه على شبكة الإنترنت بأنه (نافذة العمل في القطاع الخاص) ويقدم من خلاله خدمات تفاعلية مع الباحثين عن عمل ومع الشركات الباحثة عن موارد بشرية، ويعرض الموقع كذلك بيانات وإحصاءات ومعلومات ثرية تخدم المهتمين في شئون التوظيف وسوق العمل. ومن أهم الخدمات التي يقدمها الموقع:
- أولا) خدمات للباحثين عن عمل يوفر الموقع خدمات تفاعلية ومباشرة للباحث عن عمل مع الشركات والمؤسسات الخاصة ومع برنامج إعادة الهيكلة، وهذه الخدمات توفر الوقت والجهد لجميع الأطراف
- ثانيا) الخدمات المقدمة للشركات: يتيح الموقع للشركات التواصل مع الباحثين مباشرة وتسهيل تبادل البيانات والمعلومات بينهما
- ثالثا) خدمات إلكترونية عامة يوفر موقع البرنامج على الشبكة خدمات متعددة ومتنوعة لعموم المهتمين والمواطنين
- رابعا) الصفحة الرئيسية تشمل بيان (من نحن) والذي يتضمن الهيكل التنظيمي لإدارات البرنامج ونبذة عن مهام كل إدارة، وأخبار البرنامج، والإرشاد الوظيفي، وخدمة تحديد موعد، وقائمة المستشارين، ومواقع ذات علاقة.. وأخرى

## تدريب الباحثين عن عمل والعاملين في القطاع الخاص
استشرافا لدور برنامج إعادة الهيكلة في تأهيل وتطوير القدرات البشرية الوطنية (القوى العاملة) لتضطلع بأدوارها في مجالات الإدارة والمال والإعلام والاتصالات والتقنيات ومختلف التخصصات الفنية التي يحتاجها القطاع الخاص بالدولة وقد أوجد البرنامج إدارة متخصصة تحت اسم ”إدارة تنمية القوى العاملة الوطنية“ ضمن هيكله التنظيمي والتي تضطلع بالمهام التالية:
أولا) تدريب الباحثين عن العمل يساهم البرنامج في تقديم برامج تدريبية للباحثين عن عمل بطريقتين: أ - تنفيذ برامج تدريبية مصممة بناء على دراسة احتياجات سوق العمل بالقطاع الخاص، ومن ثم عقد دورات لمجموعات من الباحثين ليتم عرضهم في سوق العمل كعمالة جاهزة ومدربة ومؤهلة للعمل في الخاص ب- برامج تدريبية مصممة حسب طلب الشركات التي تبحث عن موظفين وذلك وفقا للاحتياجات التي تتناسب مع طبيعة عمل الجهة طالبة التوظيف، ومن الممكن أن يتخلل الدورة تدريب ميداني داخل الجهة الطالبة للتوظيف على أن ينتهي هذا التدريب بتوظيف المتدرب لدى الشركة المعنية
ثانيا) المساهمة في تكلفة تدريب من هم على رأس عملهم بالقطاع الخاص يساهم البرنامج في تنمية واستمرار التأهيل للعمالة الوطنية وزيادة قدرتها التنافسية من خلال مساهمة البرنامج في تكلفة تدريب العاملون في الجهات غير الحكومية بنسبة لا تجاوز 75% من تكلفة الدورة التدريبية المطلوبة. بمراعاة أن يكون البرنامج التدريبي بدولة الكويت وأن يتفق مع طبيعة عمل المتدرب وألا يتجاوز مدة التسعة أشهر وألا ينتهي بمؤهل دراسي وأن مكان العمل في حاجة لهذا التأهيل
ثالثا) مشروع توظيف وتدريب طلبة المدارس والكليات والجامعات. حرصا على غرس روح التحدي وحب العمل في نفوس الجيل الناشئ ينفذ البرنامج منذ العام 2004 وبصورة سنوية مشروعه الرائد في توظيف طلبة المدارس الثانوية والكليات والجامعات في شركات ومؤسسات القطاع الخاص. وتوفر هذه المشاركة الميدانية للطلبة المشاركين فرصة التدريب على الأعمال الفنية والإدارية والاندماج المبكر في سوق العمل وتقوية مهاراتهم وقدراتهم بصورة تزرع الثقة في نفوسهم وتحفزهم على الإبداع